# Tamaricades pullatus
Tamaricades pullatus är en insektsart som beskrevs av Dubovsky 1967. Tamaricades pullatus ingår i släktet Tamaricades och familjen dvärgstritar. Inga underarter finns listade i Catalogue of Life.